# British Columbia Highway 37A
Der British Columbia Highway 37A ist eine Nebenstrecke des British Columbia Highway 37 im Hinterland der Coast Mountains von British Columbia, die vom Highway 37 nach Stewart und von dort aus nach Alaska führt. Der Highway 37A führt offiziell auch den Namen Stewart Highway. Auf manchen Karten wird auch der, nicht offizielle, Name Glacier Highway verwendet.

## Streckenverlauf
Der Stewart Highway führt durch die Boundary Ranges und zunächst am Nordufer des Meziadin Lake entlang in Richtung des Tals des Strohn Creek. Das enge Tal dieses Baches wird im Norden vom vergletscherten Massiv des Mount Pattullo (2729 m), im Süden von den das Cambria-Eisfeld begrenzenden Gipfeln begrenzt. Bei Kilometer 16 und 17 gibt es zwei Aussichtspunkte, von denen aus hängende Gletscher beider Massive sichtbar sind.

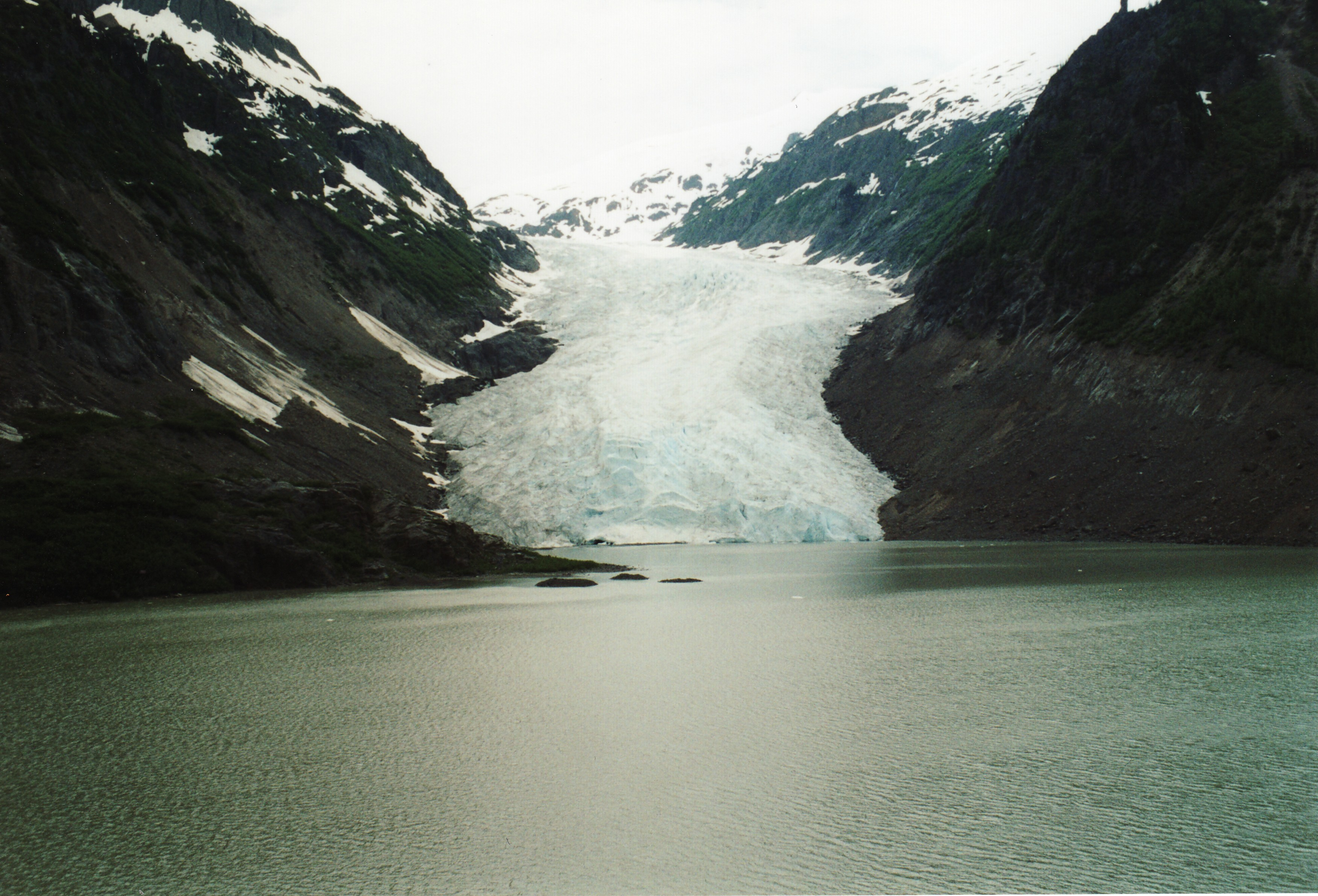
Bear Glacier

Kurz nach der Überquerung des Strohn Creek wird erstmals der Bear Glacier sichtbar, der, vom Cambria-Eisfeld kommend, hier in einen mit treibenden Eisbergen übersäten See endet. Dem See entspringt auch der Bear River, der bis nach Stewart auch zweimal überquert werden muss. Bei Kilometer 32 weitet sich das Tal des Bear River, durch das der Highway nun bis Stewart verläuft. Bei Kilometer 36 tritt die Straße in den zwar kurzen, aber trotz dessen eindrucksvollen Bear River Canyon ein.
Das Tal weitet sich und gibt einen Ausblick auf das Ende des Portland Channel frei, die hier schnurgerade verlaufende Straße folgt dem Verlauf einer ehemaligen Eisenbahnlinie vorbei am Ward-Pass-Friedhof bei Kilometer 51. Die Brücke über den Bear River bei Kilometer 58 bildet die Stadtgrenze zu Stewart, nach weiteren sechs Kilometer wird die Grenze zum Bundesstaat Alaska erreicht.

## Salmon Glacier Road
Die Salmon Glacier Road ist eine heute nur noch für den Tourismus bedeutsame Fortsetzung des Stewart Highway. Ursprünglich diente sie der Versorgung der Minen in den Tälern des Salmon River und des Cascade River sowie des oberen Bowser River. Heute wird nur noch der Teil bis zum Summit Viewpoint während der Sommermonate (Ende Juni – Anfang Oktober) gewartet.

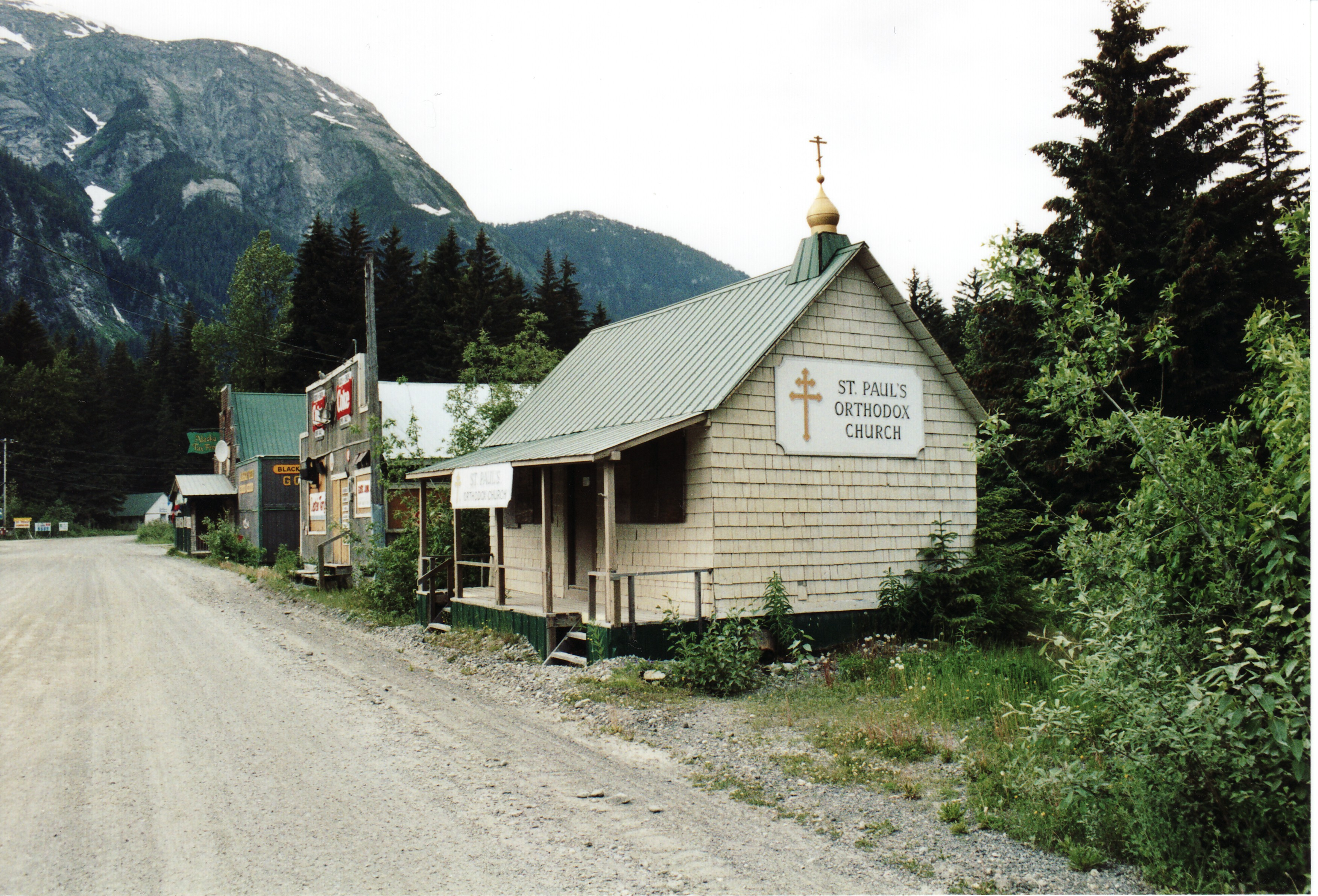
Russisch-orthodoxe Kathedrale in Hyder

Die Straße besitzt 14 Stopps von touristischem Interesse, ein Führer in englischer Sprache ist in der Touristeninformation in Stewart sowie in Geschäften in Hyder erhältlich. Die ersten beiden dieser Haltepunkte befinden sich noch auf dem Highway 37A (Downtown Stewart und die Grenze zum Bundesstaat Alaska). Die folgenden Punkte von touristischem Interesse befinden sich in Alaska:
1. Downtown Hyder (Kilometer 4,0)
2. Grenze des Tongass National Forest (Kilometer 6,5) – die 1902 geschaffene Alexander Archipelago Forest Reserve wurde 1907 in den Tongass National Forst umgewandelt
3. Moose Pond (Kilometer 7,6) – trotz des Namens gibt es hier keine Elche, dafür aber verschiedene Arten von Wasservögeln sowie Biber, Baumstachelschweine, Rothörnchen und verschiedene Amphibien
4. Fish Creek Wildlife Viewing Area und Fish Creek Road House (Kilometer 9.6) – hier kann man von Juli bis September sowohl Schwarz- als auch Grizzly-Bären bei der Jagd auf die aufsteigenden Lachse beobachten, vom 1962 niedergebrannten Rasthaus blieb nur der Schornstein
5. Titan Trail (Kilometer 10,0) – der Trail führt über acht Kilometer durch den Fish Creek zur aufgegebenen Titan Mine
6. Riverside Mine (Kilometer 14,1) – nur wenige Reste verschonten Feuer und Hochwasser von dieser 1961 aufgegebenen Kupfer- und Silbermine, der produktivsten im Gebiet von Hyder
7. Nine Mile (Kilometer 16,6) – eine Brücke über den Salmon River ermöglichte hier den Zugang zu den Minen am Texas Creek, 1967 führte ein Überlaufen des Summit Lake zum Zusammenbruch der Brücke, seit 1978 sind alle Reste verschwunden

Folgende Wegmarken befinden sich wieder in British Columbia, nachdem die Grenze etwa bei Kilometer 20,5 passiert wird:

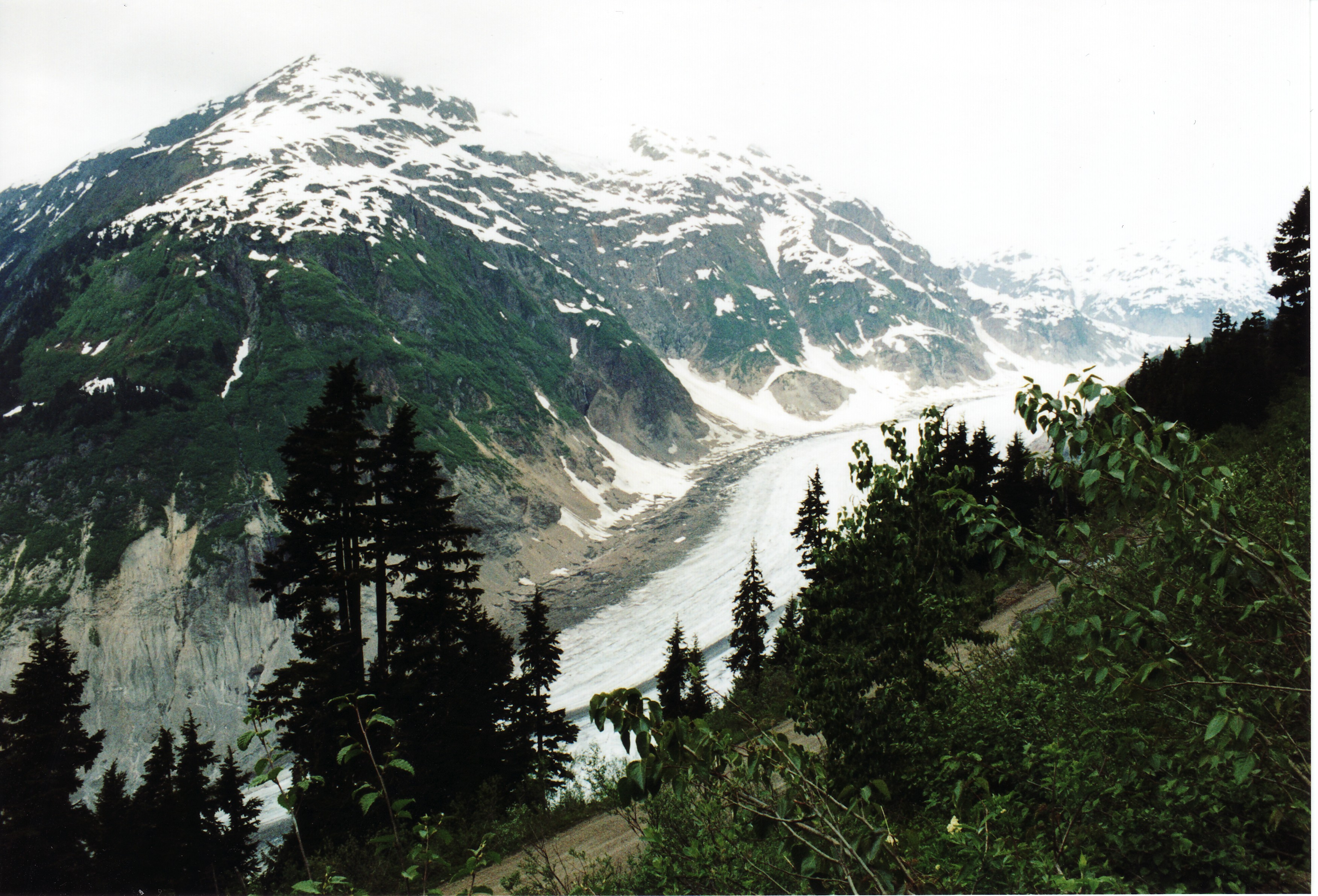
Blick auf den Salmon Glacier

1. Premier Border Crossing (Kilometer 21,0) – hier befand sich bis zum Beginn der 1950er Jahre ein Posten des kanadischen Zolls, der die meist in Hyder wohnenden Beschäftigten der Premier Mine kontrollierte
2. Indian Mine Viewpoint (Kilometer 23,1) – die 1963 stillgelegte Mine ist westlich oberhalb des Indian Creek sichtbar
3. Premier Mine Viewpoint (Kilometer 24,2) – die am Osthang des Tals des Salmon River gelegene Premier Mine ist die besterhaltene Mine im Gebiet, abhängig von den Mineralienpreisen wird sie sporadisch betrieben
4. Endmoräne des Salmon Glacier (Kilometer 27,7) – die Straße führt östlich des Tals oberhalb des Salmon Glacier, auf den sich ab hier immer wieder schöne Aussichten ergeben, am Berghang entlang
5. Summit Viewpoint (Kilometer 37,0) – Ende der Straße mit Blick auf den Salmon Glacier, der hier südlich des Mount White-Fraser das Eisfeld verlässt, das die Gipfel dieses Teiles der Coast Mountains bedeckt, sowie den nördlich gelegenen Summit Lake und das daran anschließende Tal des Bowser River

Die Straße führt weiter zur 1984 aufgegebenen Granduc Mine und zur Gletscherzunge des Berendon Glacier, dieser Abschnitt wird aber nach Aufgabe der Mine nicht mehr regelmäßig gewartet.
Entlang der Salmon Glacier Road bestehen keinerlei Versorgungsmöglichkeiten.